# Таирзаде, Адалет Шариф оглы
Адале́т Шари́ф оглы́ Таирзаде́ (азерб. Ədalət Şərif oğlu Tahirzadə; 23 мая 1951, Хырхатала, Куткашенский район) — учитель, филолог-лингвист, литературовед-текстолог, историк, публицист, журналист, доктор философии по филологии, профессор, заместитель министра образования Азербайджанской Республики (сентябрь 1992 — ноябрь 1993 года).

## Биография
Адалет Шариф оглы Тагирзаде родился 23 мая 1951 года в селе Хырхатала (ныне Габалинского района). В 1966 году окончил Хырхаталинскую сельскую 8-летнюю школу, затем — Зараганскую сельскую среднюю школу в том же районе.
В 1974 году с отличием окончил филологический факультет Азербайджанского государственного университета.
Преподавал азербайджанский язык и литературу в Топчинской сельской средней школе Исмаиллинского района (1974—1977), в Кичик-Пиралинской сельской школе Габалинского района (сентябрь 1977 — декабрь 1978). В конце 1970-х годов переехал в Баку.
В 1981 году окончил аспирантуру Института языкознания им. Насими АН Азербайджанской ССР; работал в том же институте младшим (январь 1981 — октябрь 1984), старшим (октябрь 1984 — январь 1986) научным сотрудником.
С августа 1985 по июнь 1987 года — главный редактор газеты «Elm» («Наука») АН Азербайджанской ССР.
С 1987 года работал в Институте рукописей АН Азербайджанской ССР: заведующий отделением, затем ведущий (февраль 1988 — январь 1991), старший (январь 1991 — февраль 1992) научный сотрудник.
Будучи одним из создателей газеты «Azadliq» («Свобода»), занимал должность заместителя главного редактора газеты (24 декабря 1989 — июль 1991), главного корреспондента (август 1991 — январь 1992).
С сентября 1992 по ноябрь 1993 года работал заместителем министра народного образования, министра высшего и среднего образования и министра образования Азербайджанской Республики. За данный период под его непосредственным руководством подготовлены новые первые программы и учебники (в том числе 7 программ по общественным предметам и 82 учебника для средних школ) суверенного Азербайджана на основе национальной идеологии.
С ноября 1993 по октябрь 2009 года — старший преподаватель, доцент Высшего дипломатического колледжа (сейчас — Бакинский евразийский университет). С 22 апреля 2011 года является профессором того же университета. Некоторое время работал проректором по учебной части в Бакинском евразийском университете (13 марта — 16 сентября 2015 г.).
С октября 2009 г. до конца декабря 2015 г. работал в Институте рукописей им. Мухаммеда Физули НАНА в должности старшего научного сотрудника.
Работал директором издательства «Ay-Ulduz» (1996—1999), заместителем редактора бюллетеня «Məşvərət» («Совещание») (1997—1999), главным редактором научно-педагогического журнала «Düşüncə» («Мышление») (2000).
Является ответственным редактором «Известий Азербайджанского историко-родословного общества» (с 2012 г.).
После возвращения из Нахичевани в Баку экс-президента Азербайджана Абульфаза Эльчибея, был его пресс-секретарём (февраль 1998 г. — май 2000 г.).

### Научная деятельность
В феврале 1983 года защитил кандидатскую диссертацию и получил учёную степень кандидата филологических наук.
Выявил, транскрибировал с арабской графики на латиницу и впервые издал ряд доселе неизвестных произведений азербайджанских классиков, как Исмаил-бек Куткашенский, Гашим-бек Везиров, Салман Мумтаз, Мешеди Азер Бузовналы, Рашид-бек Эфендиев, Мираббас Мирбагирзаде, Мамедэмин Даргазаде… Опубликованы его 16 статей в «Uşaq ensiklopediyası» («Детская энциклопедия») (3-й том. Баку: Azərbaycan Ensiklopediyası, 1999) и 35 — в книге «Diplomatiya: ensiklopedik lüğət» («Дипломатия: энциклопедический словарь») (Баку: Diplomatiya, 2005).
Впервые исследовав жизнь многих репрессированных в 1930-х годах и забытых представителей азербайджанской интеллигенции, членов Парламента первой Азербайджанской Республики (1918—1920), студентов, отправляемых правительством той же республики в зарубежные страны для получения высшего образования, выступил о них в прессе Азербайджана и ряда зарубежных стран с обширными биографическими очерками.
Автор 38 книг и около 500 научных, научно-популярных и публицистических статей.

#### Книги
1. (В соавторстве с Наилёй Тагирзаде). Tarixi öyrənənlərə kömək. Bakı: «Səda» nəşriyyatı, 1995; «Ay-Ulduz» nəşriyyatı, 1997; «Kür» nəşriyyatı, 2000, 176 стр. (Имеются и другие издания).
2. Xırxatala kəndinin tarixi və uruqlarının soyağacı. Bakı: «Sabah» nəşriyyatı, 1996, 354 стр.
3. Meydan: 4 il 4 ay. (Azərbaycan Xalq hərəkatı haqqında gündəlik-qeydlər). Bakı, «Ay-Ulduz» nəşriyyatı, 1997, I cild, 488 стр.; II cild, 416 стр.
4. Elçi Bəy. Bakı: «Cümhuriyyət» qəzetinin nəşri, 1999, 354 стр.
5. Elçibəylə 13 saat üz-üzə. Tərtibçisi, ön sözün və müsahibənin müəllifi Ədalət Tahirzadədir. Bakı: «Tanıtım» qəzetinin nəşri, 1999, 220 стр.
6. İsgəndər Rzazadə — Azərbaycanın ilk energetiki. Bakı: «Kür» nəşriyyatı, 2000, 36 стр.
7. Искендер Риза-заде — первый энергетик Азербайджана. Баку. Изд-во «Кюр», 2000, 64 стр.
8. Cəfər Kazımov — Sovet uranını tapanlardan biri. Bakı, «Kür» nəşriyyatı, 2001, 28 стр.
9. Prezident Elçibəy. — Bakı: «Yeni Müsavat» qəzetinin nəşri, 2001, 420 стр.
10. Elçibey’le 13 Saat. İstanbul: Turan Kültür Vakfı nəşri, Еemmuz 2001, 295 стр.
11. Əbülfəz Elçibəy: «Mən qurtuluşçuyam!». Tərtibçisi, ön sözün və müsahibənin müəllifi Ədalət Tahirzadədir. Bakı: «Elçibəy kitabxanası» nəşriyyatı, 2002, 40 стр.
12. Nadir şah Əfşar. Bakı: «Kür» nəşriyyatı, 2002, 40 стр.
13. Ağaməhəmməd şah Qacar. Bakı: «Kür» nəşriyyatı, 2002, 44 стр.
14. Salman Mümtaz. Bakı: «Kür» nəşriyyatı, 2002, 16 стр.
15. "Kitabi-Dədə Qorqud"un faciəsi. Bakı: «Kür» nəşriyyatı, 2002, 32 стр.
16. Qurtuluş və bütövlük yolu. Bakı, «Elçibəy kitabxanası» nəşriyyatı, 2003, 376 стр.
17. Şəkinin tarixi qaynaqlarda. Bakı: «Master» nəşriyyatı, 2005, 256 стр.
18. Türkiyəmizdə 10 gün. Bakı: «Ləman Nəşriyyat Poliqrafiya» MMC, 2011, 176 стр.
19. (В соавторстве с Габибуллой Манафлы). Unutdurulmuş azman — Əliabbas Qədimov. (Ömür yoluna zindandan baxış). Bakı: «Apostroff», 2012, 204 стр.
20. Aşurovlar. Soyun sənədli tarixi. Bakı: «İndiqo», 2014, 288 стр.
21. Ашуровы. Документальная история рода. Баку: «Индиго», 2015, 288 стр.
22. (В соавторстве с Огузтогрул Тагирли). Azərbaycan Cümhuriyyəti tələbələri. (Tarixi arayış. Bəlgələr. Yaşamlar). Bakı: «TEAS Press», 2016, XXII+1222 стр.
23. Tahirzade Adalet, Ahmad Dilgam. Republiken Azerbajdzjan (1918—1920). (En kort historisk genomgång). Stockholm-Baku: «Nurlar», 2018, 112 стр. [Тагирзаде Адалет, Ахмад Дильгам. Азербайджанская Республика (1918—1920). (Краткий исторический очерк). На шведском языке].
24. Tahirzade Adalet, Ahmad Dilgam. Aserbajdsanske Republik (1918—1920). (Den korte historiske beskrivesle). Stockholm-Baku: «Nurlar», 2018, 88 стр. [Тагирзаде Адалет, Ахмад Дильгам. Азербайджанская Республика (1918—1920). (Краткий исторический очерк). На датском языке].
25. (В соавторстве с Мисиром Мардановым). 1920-ci ilədək ali məktəblərdə oxumuş azərbaycanlılar. (Ensiklopedik soraq kitabı). I cild. A hərfi. Bakı: «Təhsil», 2018, 480 стр.
26. Azəri, ya zəban-e bastan-e Azərbaycan. (Cəvabiyyə). (Азери или древний язык Азербайджана. (Ответная книга). На фарсидском языке). Təbriz: «Qalan Yurd» nəşriyyatı, 1397 (2018), 87 стр.
27. Тагирзаде Адалет, Ахмед Дильгам. Азербайджанская Республика (1918—1920). (Краткий исторический очерк). Баку: «Qanun», 2018, 208 стр.
28. (В соавторстве с Мисиром Мардановым). 1920-ci ilədək ali məktəblərdə oxumuş azərbaycanlılar. (Ensiklopedik soraq kitabı). II cild. B-Ə hərfləri. Bakı: «Təhsil», 2019, 552 стр.
29. (В соавторстве с Агил Самедбейли). Azatlık Elçisi Elçi Bey. İstanbul: «Doğu Kütüphanesi», 2019, 352 стр.
30. (В соавторстве с Мисиром Мардановым). 1920-ci ilədək ali məktəblərdə oxumuş azərbaycanlılar. (Ensiklopedik soraq kitabı). III cild. F-İ hərfləri. Bakı: «Təhsil», 2019, 480 стр.
31. «Azərbaycan Cümhuriyyəti» — ilk milli dövlətimizin gerçək adı! Bakı: «Çapar» Yayınları, 2020, 58 стр.
32. (В соавторстве с Дильгам Ахмадом). Azərbaycan Cümhuriyyəti. (Qısa tarixi oçerk). Bakı: «Çapar» yayınları, 2020, 196 стр.
33. İmperator Nadir şah Əfşar. Bakı: «Qanun», 2020, 40 стр.
34. İmperator Ağaməhəmməd şah Qacar. Bakı: «Qanun», 2020, 40 стр.
35. Adalet Tahirzade, Dilgam Ahmad. Republiken Azerbajdzjan (1918—1920). Översättning av Saadat Karimi. Sivart Förlag. Tryckt hos Printon, Estland, 2020, 167 стр. [Тагирзаде Адалет, Ахмед Дильгам. Азербайджанская Республика (1918—1920). Перевод Саадата Керими. Эстония, Принтон: «Sivart Förlaq», 2020. На шведском языке].
36. (В соавторстве с Мисиром Мардановым). 1920-ci ilədək ali məktəblərdə oxumuş azərbaycanlılar. (Ensiklopedik soraq kitabı). IV cild. K-L hərfləri. Bakı: «Təhsil», 2020, 536 стр.
37. Meydan: 4 il 4 ay. Azərbaycan Xalq hərəkatı (1988—1992) haqqında gündəlik-qeydlər). Təkmilləşdirilmiş 2-ci nəşri. Bakı: «Qanun», 2021, 1272 стр.
38. (В соавторстве с Мисиром Мардановым). 1920-ci ilədək ali məktəblərdə oxumuş azərbaycanlılar. (Ensiklopedik soraq kitabı). V cild. M hərfi. Bakı: «Təhsil», 2021, 616 стр.

### Награды и признание
- Премия имени Наджафа Наджафова (2000);
- «Qızıl qələm» («Золотое перо») (2011);
- Медаль «100-летие Азербайджанской Демократической Республики» (27.05.2019).

### Семья
Женат. Имеет двух сыновей и дочь

## Комментарии
1. ↑  Главным редактором был журналист и общественный деятель Наджаф Адыль оглы Наджафов (1955—1999).
2. ↑  Редактор — Наджаф Наджафов.